# Mehmut Abdukerem
Mehmut Abdukerem (uigurisch مەخمۇت ئابدۇكېرىم Mexmut Abdukërim, chinesisch 麦合木提·阿卜杜克热木 Màihémùtí Ābodùkèrèmù, * 14. April 1993 in Kaschgar) ist ein chinesischer Fußballspieler uigurischer Abstammung.

## Karriere
Abdukerem spielte in den Jugendvereine von Xinjiang FA und Xinjiang Tianshan Leopard. 2015 bekam er sein Profivertrag bei Xinjiang Tianshan Leopard. Am 10. September 2024 gab der chinesische Fußballverband bekannt, dass Abdukerem wegen Beteiligung an Spielmanipulationen lebenslang von fußballbezogenen Aktivitäten ausgeschlossen wurde.